# 68-й отдельный разведывательный артиллерийский дивизион
68-й отдельный разведывательный артиллерийский ордена Красной Звезды дивизион Резерва Главного Командования — воинское формирование Вооружённых Сил СССР, принимавшее участие в Великой Отечественной войне.
Сокращённое наименование — 68-й орадн РГК.

## История
В действующей армии с 10.10.1944 по 09.05.1945.
В ходе Великой Отечественной войны вёл артиллерийскую разведку в интересах артиллерийских частей 2 адп, соединений и объединений 3-го Прибалтийского , 1-го Прибалтийского, 2-го Белорусского  и 1-го Белорусского   фронтов.
Расформирован в составе 2 адп ГСОВГ в июне 1946 года.

## Состав
- Штаб
- Хозяйственная часть
- 1-я батарея звуковой разведки (1-я БЗР)
- 2-я батарея звуковой разведки (2-я БЗР)
- батарея топогеодезической разведки (БТР)
- взвод оптической разведки (ВЗОР)
- измерительно-пристрелочный взвод (ИПВ)
- фотограмметрический взвод (ФГВ)
- хозяйственный взвод

## Подчинение
| Дата                 | Фронт                   | Армия       | Корпус  | Дивизия | Бригада | Примечания |
| -------------------- | ----------------------- | ----------- | ------- | ------- | ------- | ---------- |
| 10.10.44 -16.10.44г. | 3-й Прибалтийский фронт | -           | -       | 2 адп   | -       | -          |
| 16.10.44 -30.12.44г  | 1-й Прибалтийский фронт | 61-я армия  | -       | 2 адп   | -       | -          |
| 1.01.45-10.01. 45г.  | 2-й Белорусский фронт   | -           | -       | 2 адп   | -       | -          |
| 10.01.45-30.01.45г   | 2-й Белорусский фронт   | 3-я армия   | -       | 2 адп   | -       | -          |
| 1.02.45-31.03.45г    | 2-й Белорусский фронт   | 49-я армия  | -       | 2 адп   | -       | -          |
| 1.4.-8.5.45г         | 1-й Белорусский фронт   | 5 уд. армия | 6-й акп | 2 адп   | -       | -          |

## Командование дивизиона
Командир дивизиона
- капитан Бутенев Павел Григорьевич

Начальник штаба дивизиона
- капитан Богачев Иван Петрович

Заместитель командира дивизиона по политической части
- капитан Ганиев Маджид Ганиевич

Помощник начальника штаба дивизиона
- ст. лейтенант Молчанов Евгений Петрович

Помощник командира дивизиона по снабжению

## Командиры подразделений дивизиона
Командир 1-й БЗР
- капитан Номоконов Анатолий Венедиктович

Командир 2-й БЗР
- лейтенант Ярославцев Иван Трофимович
- капитан Чугункин Михаил Иванович

Командир БТР
- ст. лейтенант Кауфман Израиль Михайлович

Командир ВЗОР
- лейтенант Голуб Андрей Викторович

Командир ИПВ
- мл. техник-лейтенант Бенеш Николай Францевич

Командир ФГВ
- мл. лейтенант Леонов Юрий Серафимович

## Награды и почётные наименования
| Награды и наименования | дата          | за что получена |
| ---------------------- | ------------- | --- |
| Орден Красной Звезды   | 11.06.1945 г. | награжден указом Президиума Верховного Совета СССР за образцовое выполнение боевых заданий командования в боях с немецкими захватчиками при овладении столицей Германии городом Берлин и проявленные при этом доблесть и мужество |